# Śmiały (train blindé)

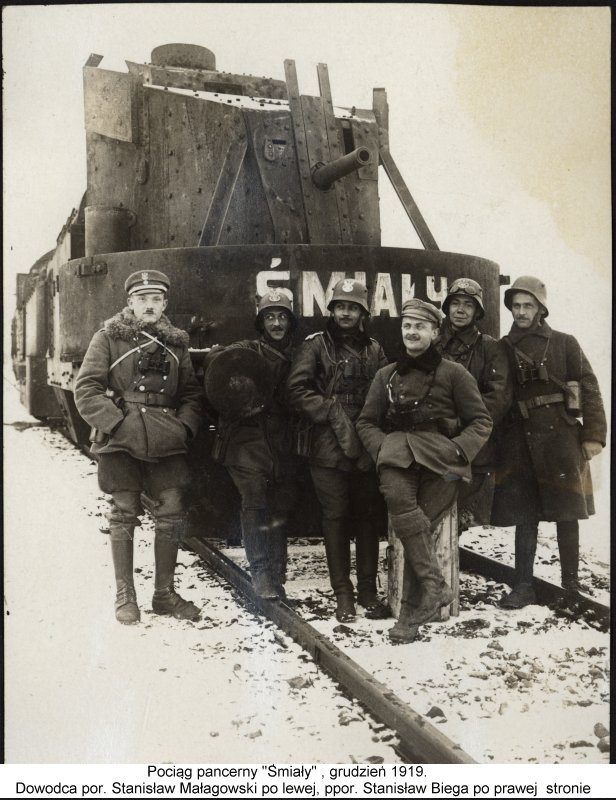
Le train blindé Śmiały en décembre 1919

Le Śmiały (polonais pour le Hardi), officiellement train blindé numéro 53, fut un train blindé de l'Armée polonaise qui a le plus servi au cours de l'invasion allemande de la Pologne en septembre 1939  Le train combattit dans plusieurs guerres, de 1914 à 1945 et servit sous quatre drapeaux différents : autrichien, polonais, soviétique et allemand. Le Śmiały s'est distingué pendant la bataille de Mokra, après quoi il se retira vers l'est, en prenant part à la Bataille de Brest-Litovsk. Après l'invasion soviétique de la Pologne le 17 septembre, le train va à Lwów via Kowel où il a combattu dans la bataille de Lwów. Le 22 septembre 1939, il est abandonné par son équipage et est saisi par l'Armée rouge.

## Histoire
Dans le sillage de la fin de la Première Guerre mondiale, en novembre 1918 près de Cracovie, les Polonais ont capturé un train blindé autrichien. Il a été rebaptisé Śmiały et est immédiatement entré en service. Peu après, il fut envoyé à Lwów pour lutter contre les Ukrainiens dans la guerre polono-ukrainienne. Dans l'entre-deux-guerres, le train était stationné dans le 2.Dywizjon Pociągów Pancernych (2e Bataillon de Trains Blindés) situé à Niepołomice, près de Cracovie. Comme tous les autres trains blindés polonais de la même période, il a été modernisé, avec une mise à jour des wagons et l'ajout d'une locomotive blindée de type-Ti3. Avant le déclenchement de la Seconde Guerre mondiale, l'armement du train était principalement composé de deux obusiers de 100 mm, de deux canons de 75 mm, et de 19 mitrailleuses lourdes.

## Seconde Guerre mondiale
Le 27 août 1939, le train, commandé par le capitaine Mieczysław Malinowski, a été envoyé de Niepołomice en direction de la frontière germano-polonaise, où il a patrouillé sur la ligne de chemin de fer Kłobuck-Działoszyn-Chorzew Siemkowice-Nowa Brzeźnica. Le Śmiały a appartenu à l'Armée de Łódź, pour l'appui de la Brigade de Cavalerie de Volhynie. Au cours de la bataille de Mokra, il a soutenu le 21e Régiment de Uhlans de la Vistule, qui a combattu l'avancée allemande de la 4e Panzerdivision. Après la destruction d'un certain nombre de tanks, le train lui-même est touché, et est forcé de se retirer à Działoszyn. Le 2 septembre, après plusieurs escarmouches avec des unités allemandes, le train part pour Łask, et le lendemain il se trouve à Łódź, d'où il part à Koluszki, en attendant les ordres. Dans la soirée du 5 septembre, les unités polonaises ont commencé une retraite générale, et le Śmiały part en direction de Skierniewice, Łowicz, puis de Varsovie. 
Le 8 septembre, le train est arrivé à Siedlce, puis via Łuków il est arrivé le 14 septembre à Brest Litovsk. à proximité de la gare de Żabinka, le Śmiały repousse l'attaque de la 10e Panzerdivision. Dans l'après-midi du 14 septembre, la Wehrmacht a pris la principale gare ferroviaire à Brest-Litovsk (Brześć), et le Śmiały s'est retiré à Kowel, puis à Loutsk, où il est arrivé le 16 septembre. Le lendemain, après que la nouvelle de l'invasion soviétique de la Pologne ait atteint son équipage, le train se dirige vers le sud à Lwów, où il arrive le 18 septembre. Le Śmiały utilise la gare de Lwów-Łyczaków, d'où il aide l'infanterie polonaise dans la bataille de Lwów. Le 19 septembre, il participe à un raid sur Kamianka-Bouzka, il retourne à la gare de Lwów-Podzamcze dans la soirée. Après la capitulation des forces polonaises situées dans la ville, le train a été abandonné par son équipage, puis saisi par l'Armée rouge.